# Chuck Winfield
Pour les articles homonymes, voir Winfield.
Chuck Winfield, né le 5 février 1943 à Monessen en Pennsylvanie, est un trompettiste de jazz et de rock américain.

## Biographie
Chuck Winfield est surtout connu pour avoir été le trompettiste du groupe Blood, Sweat & Tears de 1969 à 1974. Après avoir quitté le groupe, il prend part à de nombreux enregistrements et se consacre depuis 1980 à l’enseignement. 
Il est professeur de musique à l'université du Maine à Augusta.

## Récompenses et distinctions
- 5 nominations et 2 Grammy awards (1968-1969)[1].